# Nyctemera ludekingii
Nyctemera ludekingii là một loài bướm đêm thuộc phân họ Arctiinae, họ Erebidae.